# Tim Kleindienst
Tim Kleindienst (Jüterbog, 1995. augusztus 31. –) német válogatott labdarúgó, a Borussia Mönchengladbach támadója.

## Pályafutása

### Klubcsapatokban
2008-ban került a Energie Cottbus akadémiájára, majd 2013-ban a második csapat tagja lett, ahol 4 mérkőzésen lépett pályára. 2013. december 14-én debütált a Fortuna Düsseldorf elleni mérkőzésen a 78. percben Amin Affane cseréjeként a Bundesliga 2-ben. 2015. május 20-án szerződést kötött a Freiburg csapatával. A 2016–2017-es szezont kölcsönben az 1. FC Heidenheim csapatánál töltötte, majd 2019. szeptember 2-án leszerződtette a klub. 2020. július 30-án a belga KAA Gent igazolta le. 2021 júniusában visszatért a Heidenheimhez, és 2025. június 30-ig szóló szerződést írt alá. A 2022–23-as szezon végén feljutott klubjával az élvonalba, miután megnyerték a Bundesliga 2-t. 25 góllal a bajnokság gólkirálya lett. 2024. június 21-én 2028. június 30-ig szóló szerződést kötött a Borussia Mönchengladbach csapatával.

### A válogatottban
2015 májusában bekerült a 2015-ös U20-as labdarúgó-világbajnokságra utazó keretbe, de sérülés miatt végül kikerült és Pascal Köpkét hívták be helyette. 2024. október 3-án először hívták be a felnőtt válogatottba. Október 11-én Bosznia-Hercegovina ellen mutatkozott be a 2–1-re megnyert UEFA Nemzetek Ligája találkozón.

## Statisztika
2015. április 21. szerint.
| Klub               | Szezon             | Bajnokság | Bajnokság | Kupa  | Kupa  | Európa | Európa | Összesen | Összesen |
| Klub               | Szezon             | Mérk.     | Gólok     | Mérk. | Gólok | Mérk.  | Gólok  | Mérk.    | Gólok    |
| ------------------ | ------------------ | --------- | --------- | ----- | ----- | ------ | ------ | -------- | -------- |
| Energie Cottbus II | 2012–13            | 4         | 0         | 0     | 0     | —      | —      | 4        | 0        |
| Energie Cottbus II | Összesen           | 4         | 0         | 0     | 0     | 0      | 0      | 4        | 0        |
| Energie Cottbus    | 2013–14            | 2         | 0         | 1     | 0     | —      | —      | 3        | 0        |
| Energie Cottbus    | 2014–15            | 30        | 11        | 0     | 0     | —      | —      | 30       | 11       |
| Energie Cottbus    | Összesen           | 32        | 11        | 1     | 0     | 0      | 0      | 33       | 11       |
| Karrierje összesen | Karrierje összesen | 36        | 11        | 1     | 0     | 0      | 0      | 37       | 11       |

## Sikerei, díjai

### Klub
- Freiburg
  - Bundesliga 2: 2015–16

- 1. FC Heidenheim
  - Bundesliga 2: 2022–23

### Egyéni
- A Bundesliga 2 gólkirálya: 2022–23